# Cappellificio Monzese
Il palazzo del Cappellificio Monzese è un edificio che ospitava una fabbrica ed oggi ospita un ufficio postale. È un esempio di archeologia industriale. 

## Storia
Sviluppatasi da tempo nel XIX secolo in Monza l'industria del cappello aveva raggiunto una grande importanza: aziende come i cappellifici Cambiaghi, Ricci, Valera erano giunti a esportare la loro produzione su scala mondiale prima che il mutare del mercato nell'abbigliamento ne provocasse la progressiva decadenza e lo smantellamento delle relative fabbriche. 
L'edificio del Cappellificio Monzese fu costruito nel 1880, in corso Milano. Si tratta di un fabbricato con una pianta a U, realizzato in forme che si richiamano al neoclassico, con corpo centrale fiancheggiato da due ali laterali e sormontato da un frontone.